# Capayanes
Los capayanes fueron un pueblo indígena actualmente extinto que habitó en una parte del noroeste argentino, el extremo norte de Cuyo, y el extremo noroeste de la región de las Sierras Pampeanas, es decir en la parte de intersección de conjuntos de tres de macrorregiones del territorio de Argentina. 
Su ámbito geográfico estaba en parte de las provincias de La Rioja, Catamarca, San Juan, desde la zona montañosa comprendida entre el límite de La Rioja con Catamarca sobre el río Colorado y las cercanías del río Jáchal-Zanjón, en San Juan, abarcando la cordillera de los Andes, al oeste, hasta los cordones del Velasco, donde se mezclaban con los diaguitas. Ocuparon los fértiles valles de Famatina, Sanagasta, Yacampis, Guandacol y Jáchal. Tenían como vecinos, al norte a los diaguitas y al sur a los huarpes.
Compartían con los diaguitas (o paziocas) la lengua cacán o una derivación de esta. Vestigios de su lengua se encuentran en terminaciones como bis, pis o china, por ejemplo: Yacampis, Quilmebis, Guanchina, Vinchina, etc.
Conocían la técnica del hilado, tejían lana de guanaco y de las llamas que criaban. También conocían la metalurgia del cobre y del oro. Construyeron canales y acequias para regar sus sembradíos. Entre sus cultivos estaban el maíz, zapallo, la papa y la quínoa. 
Utilizaron ampliamente la cerámica, principalmente en las urnas funerarias, decoradas geométricamente con los colores negro, rojo y blanco, conocido como estilo de Sanagasta o de Angualasto.
Sus viviendas de barro y adobe eran a veces construidas al pie de un gran árbol cuya copa servía de techo. Esta técnica de construcción, aún perdura en la zona riojana de Vinchina.
Hacia 1480 el Imperio incaico invadió la región de los diaguitas y capayanes, incorporando sus territorios al Tahuantinsuyu.
A partir de 1607, con la dominación española comenzó su dispersión. Los capayanes participaron del levantamiento general de 1632 junto con los olongastas y los demás diaguitas. Tras la sofocación del levantamiento los capayanes fueron en parte trasladados a Chile y comenzó su asimilación, mestizaje y posterior extinción a fines del siglo XVIII.
Un departamento de la provincia de Catamarca lleva su nombre, el departamento Capayán.

## Etimología y filiación étnica
La etimología del nombre dado a este pueblo parece ser la palabra quechua qapaq ñan (camino principal), es decir el usualmente llamado Camino del Inca, la explicación para esto se encontraría en que el territorio que habitaban era sede de un nudo de comunicaciones muy importante, alrededor del paso de San Francisco que en el siglo XV era parte del sur del Tahuantinsuyu.
En cuanto a su filiación, la mayoría de los autores considera a los capayanes debido a los rasgos culturales comunes (por ejemplo el uso del idioma kakán) como una de las parcialidades de los pazioca ("diaguitas"), del mismo modo que lo fueron los calchaquíes, olongastas y quilmes, aunque se habrían diferenciado por el influjo genético y cultural de los vecinos huarpes y luego de 1480 por la presencia de mitimaes deportados hasta la región por los incas. Algunos de tales mitimaes habrían tenido orígenes chichas.

## Capayán como categoría colonial de una supuesta frontera étnica diaguita/huarpe
A diferencia de lo que sucede en el caso huarpe, apelativo que tiene numerosas referencias a la existencia étnica precolonial, en el caso capayán, las identificaciones de los capayanes solamente fueron invocadas en las representaciones coloniales y científicas sin llegar a ser enteramente adoptadas por los sectores subalternos interpelados históricamente de esta manera. Si entendemos a la diferenciación entre categorías étnicas impuestas por el colonialismo y las propias de los pueblos originarios en sus procesos etnogenéticos con los que llegan a nuestros días, deberíamos distinguir al etnónimo huarpe como nombre adoptado por ellos mismos de las nominalizaciones coloniales como capayán, yacampis, diaguita, olongasta, exónimos registrados por la administración colonial para control territorial y extracción de fuerza de trabajo destinada al desarrollo de las encomiendas, mercedes y tributos. Desde este punto de vista, no se sostendría tal frontera étnica entre huarpes y diaguitas al norte y al este de la provincia de San Juan (departamentos de Valle Fértil, Jáchal e Iglesias) como ha querido fundamentar la etnohistoria y la etnología clásica cuyana para argumentar la idea de la extinción de los pueblos originarios de la provincia.